# 19. századi magyar nemzetiségi politika

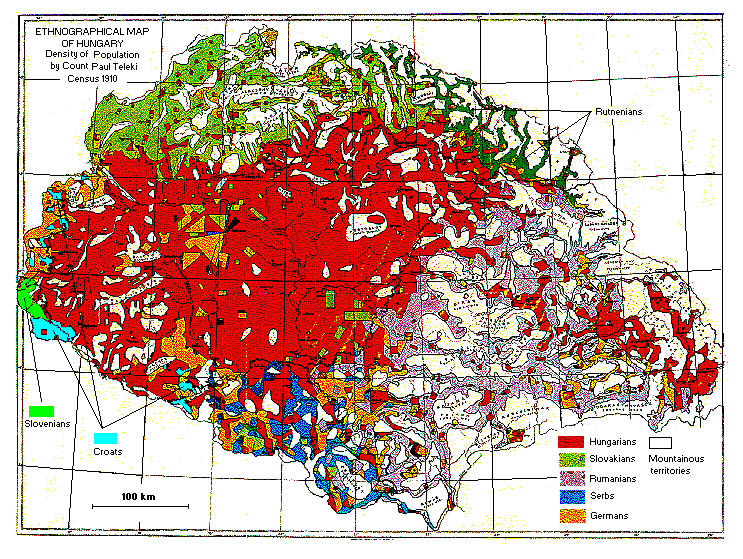
Magyarország etnikai térképe 1910-es népszámlálás adatai alapján

A magyarországi nemzetiségi mozgalmak a 18. század végén jelentek meg, a hasonló magyar törekvésekkel egy időben. A román, a szlovák és a délszláv mozgalmak kifejezetten a Magyar Királysággal és a magyar nemességgel szemben határozták meg magukat. A területi autonómia vagy a Magyarországtól való elszakadás gondolata már akkor felmerült, amikor hivatalos magyar nemzetiségi politika semmilyen formában nem létezett.
Mivel a magyar koronától függetlenedni kívánó népeknek (a horvátok kivételével) nem volt saját nemességük, így számukra a nemzetiségi küzdelem egyúttal az urak ellen vívott harc is volt – egyidejűleg a reformtörekvéseket vezető magyar nemesség számára ezek a mozgalmak afféle parasztlázadásként jelentek meg. Ezért a magyar korona országaiban számszerű kisebbségbe került magyarok nemcsak a magyar nemzeti nyelvért, használatának bevezetéséért harcoltak, de a többi nemzeti nyelv ellen is.

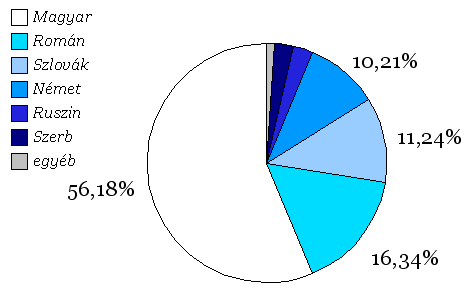
A Magyar Királyság nemzetiségeinek aránya 1910-ben

## Habsburg uralom alatt
Fényes Elek az 1830-as években az alábbi adatokat tette közzé a nemzetiségek számarányairól:
- Horvátország lakosságának
  - 49%-a horvát,
  - 31%-a szerb,
  - 18%-as sokác,
  - < 0,5%-a magyar.
- Erdély lakosságának:
  - 59%-a román,
  - 28%-a magyar,
  - 13%-a német.
- A Horvátország és Erdély nélkül vett Magyarország lakosságának:
  - 44%-a magyar,
  - 17%-a szlovák,
  - 12%-a román,
  - 11%-a német,
  - 6%-a szerb-horvát,
  - 5%-a ruszin.

## A nemzetiségek politikai fellépésének kezdetei: az 1790-es évek
A magyarországi román, szerb és szlovák értelmiségek már a 18. században megfogalmazták nemzeti programjukat. Legerősebbnek a szerbek mozgalma bizonyult. 1790. évi gyűlésükön, az úgynevezett „illír diétán” területi önállóságot követeltek. Mögöttük állt a privilegizált szerb ortodox egyház és a Határőrvidék szerb katonasága is. 1791-ben, illetve 1792-ben keletkezett az erdélyi román értelmiség két folyamodványa, melyeket Supplex libellus Valachorum Transsilvaniae („Az erdélyi oláhok kérelme”) címen szokás emlegetni. A beadvány a többi erdélyi nemzettel egyenlő jogokat kért a románok számára. Ugyanerre az időre tehető a szlovák nacionalizmus kezdete is. 1792-ben hozták létre a Szlovák Tudományos Egyesületet a katolikus egyház támogatásával. Az egyesületnek 446 tagja volt, 86,5%-uk volt katolikus pap.
II. József abszolutista uralma után az 1790–91-es rendi országgyűlés eredetileg egy független magyar államot hozott volna létre nemesi vezetéssel. Válaszul az osztrák kormányzat gyakorlatias megfontolásokból támogatást nyújtott a magyarországi nemzetiségi mozgalmaknak, anélkül, hogy bármiben elfogadta volna azok követeléseit. A magyar rendek (a történelemben nem először) meghátráltak, a nyílt harc felvállalása helyett kompromisszumot kötöttek az uralkodóházzal.

## Reformkor, Kossuth és Széchenyi
Az erdélyi szász Stephan Ludwig Roth az 1841-i erdélyi országgyűlésen azt javasolta, hogy a törvényeket latinul, magyarul és németül adják ki, az országgyűlés nyelve a régi hagyományok alapján legyen magyar, de a közigazgatás a néppel saját nyelvén, tehát magyarul, németül, románul érintkezzék,  „így egyik nemzet nyelve sem részesülne sem előnyben, sem hátrányban; minden nyelvnek megmaradna egyenlő tisztelete és méltánylása. Nyugalom lenne az országban és a béke, mely megzavartatott, ismét visszatérne a szívekbe.” Roth nem volt tagja az országgyűlésnek, javaslatai az országgyűlésen szóba se kerültek, a korabeli politikára hatást nem gyakoroltak. Ő volt az első, aki az erdélyi nemzetiségi kérdés megoldásánál a svájci példára hivatkozott.
A többségi magyar álláspontot kifejező Kossuth Lajos a Pesti Hírlapba írt cikkében azt javasolta, hogy a magánéletben mindenki használhassa saját nyelvét, de a közigazgatásban, törvényhozásban, igazságszolgáltatásban minden szinten tegyék kötelezővé a magyart.
Széchenyi István a Kelet Népe című kiadványban és 1842 novemberében mondott akadémiai megnyitó beszédében veszélyesnek nevezte ezt a fajta nemzetiségi politikát, és óvott az erőszakos asszimiláció minden formájától, de álláspontjával jóformán magára maradt.

## Az 1848-as forradalom és szabadságharc
A horvát rendi országgyűlés, a Szábor élesen szembehelyezkedett a magyar kormánnyal, és nyíltan a bécsi udvar támogatását élvezte. Megjegyzendő, hogy a horvátok évszázadok óta jelentős kiváltságokat élveztek a Habsburg monarchiában. A magyar forradalommal szembefordulásuk fontos oka éppen a horvát előjogok rendszere volt.
Az erdélyi románok elsősorban a jobbágyok felszabadítását akarták. Ők Balázsfalván tartották gyűlésüket. A románok szembefordulásának fő oka az elmaradt jobbágyfelszabadításban kereshető. Ezt a magyar szándék szerint is napirendre kellett volna tűzni, de adminisztratív okok (az erdélyi országgyűlés nehézkes, késedelmes összehívása) miatt erre még később került sor, mint Magyarországon.
Nemcsak a szerb vezetők, de a horvát országgyűlés is a bécsi udvarhoz fordult segítségért, és Bécs mindent meg is tett az ellentétek szítása érdekében. A Habsburgok előbb titokban, majd nyíltan is támogatták a magyar forradalom ellen irányuló szerb felkelést és a horvátok támadását. A nemzetiségek szembefordulása tehát a Habsburg-politika jelentős erőfeszítéseinek köszönhető. A horvátoknak és a szerbeknek, is volt bizonyos katonai tapasztalatuk, mivel területükön már a 18. század óta határőrző egységek álltak. A „szerb kártyát” az osztrákok a Rákóczi-szabadságharcban egyszer már kijátszották, de akkor még az 1848-49-eshez hasonló vérfürdők nélkül.
A magyarországi szlovén nemzetiség két pártra szakadt. Az egyik, döntően evangélikusok alkotta oldal a magyarokkal szimpatizált, támogatta a szlovének beolvasztását, hangoztatva a magyarság elsőbbrendűségét Magyarországon. A katolikusok természetesen a katolikus Habsburgokat pártolták, és féltek, hogy a forradalom a katolikus vallás ellen fog fellépni. A lakosság ezzel szemben nagy számban harcolt a magyar honvédseregben a szabadságharc végéig. A Vendvidéken nemzetiségi felkelés nem tört ki és nem is szerveztek ilyesmit.
Teleki László sürgette a megegyezést a nemzetiségekkel, de a kiegyezést csak 1849 júliusában kezdték el:
- július 14-én Kossuth és Bălcescu aláírta a magyar-román megbékélési tervezetet;
- július 28-án a Szegeden ülésező országgyűlés elfogadta a nemzetiségi törvényt, egyúttal kimondta a zsidók egyenjogúságát[5]

A magyar minisztertanács 1849. augusztus 27-én ismerte el Horvátország autonómiáját illetve függetlenségét, akkor azonban ezzel már nem érhetett el semmit.

## Megszállás, passzív rezisztencia, németesítés
A szabadságharc leverése után, az országot megszállták, területét ún. "katonai körzetekre" osztották, és széles körű németesítés vette kezdetét.

## Galéria

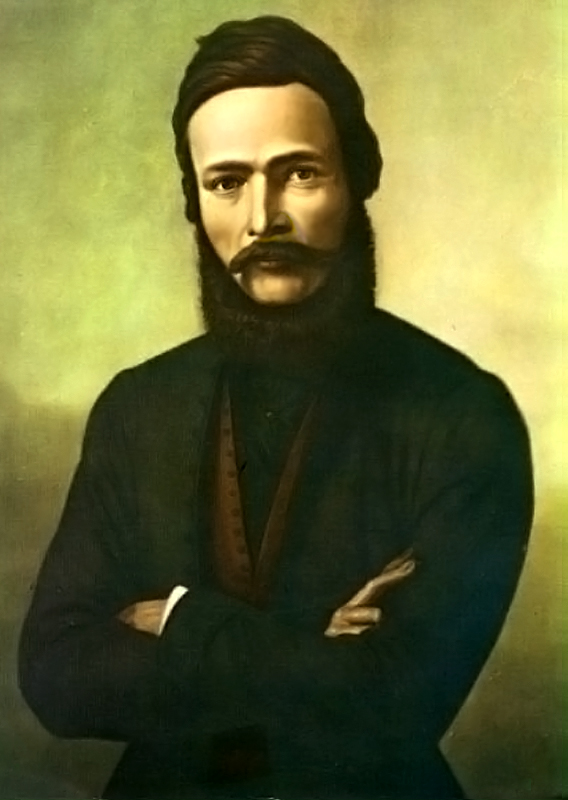
Ľudovít Štúr (1815–1856), a szlovák nemzeti mozgalom egyik vezetője, a Szlovák Nemzeti Tanács tagja
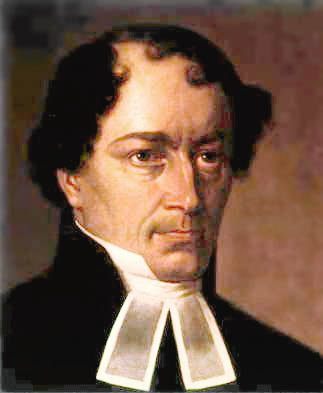
Ján Kollár evangélikus lelkész, szlovák költő, a szláv nemzetiségi törekvések szószólója, a szlovák nyelvújítás ádáz ellenzője
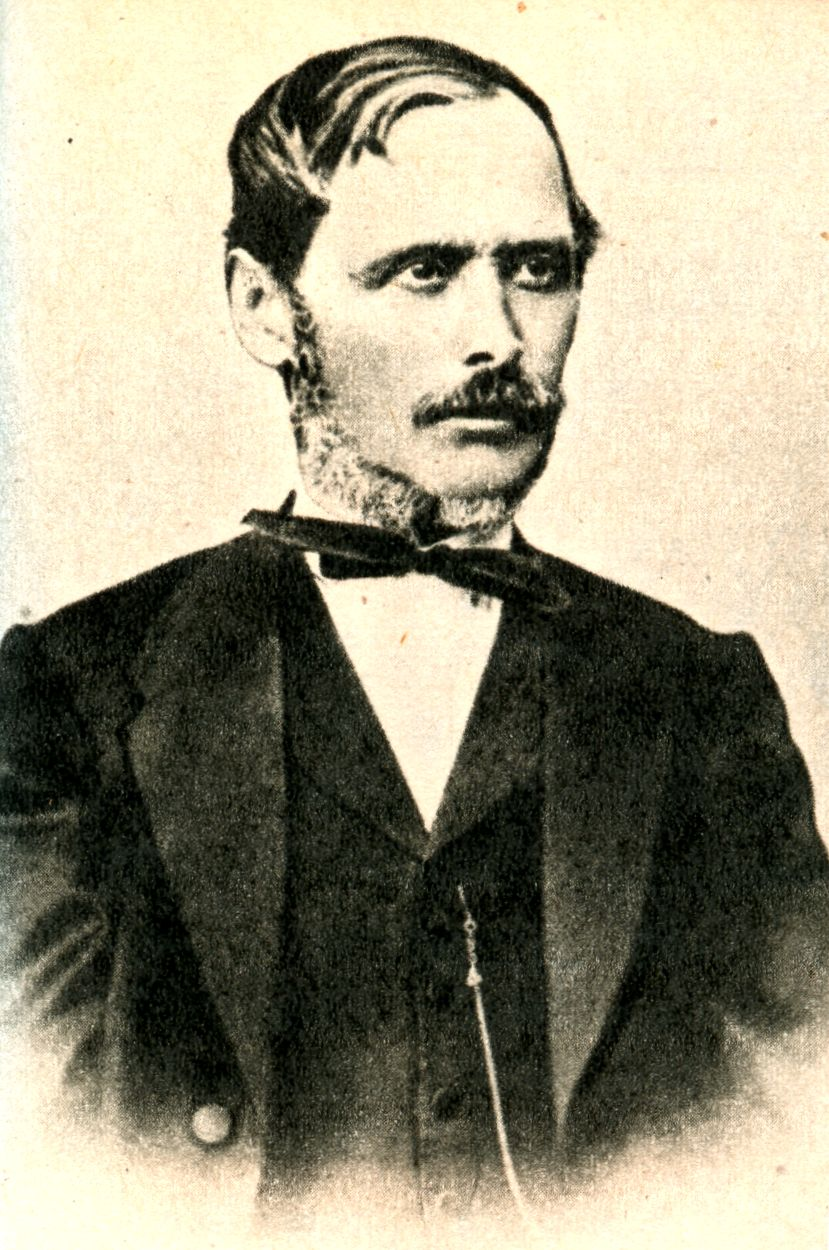
Georgiu Barițiu (1812-1893) a balázsfalvi líceum tanára, az első balázsfalvi gyűlés összehívója
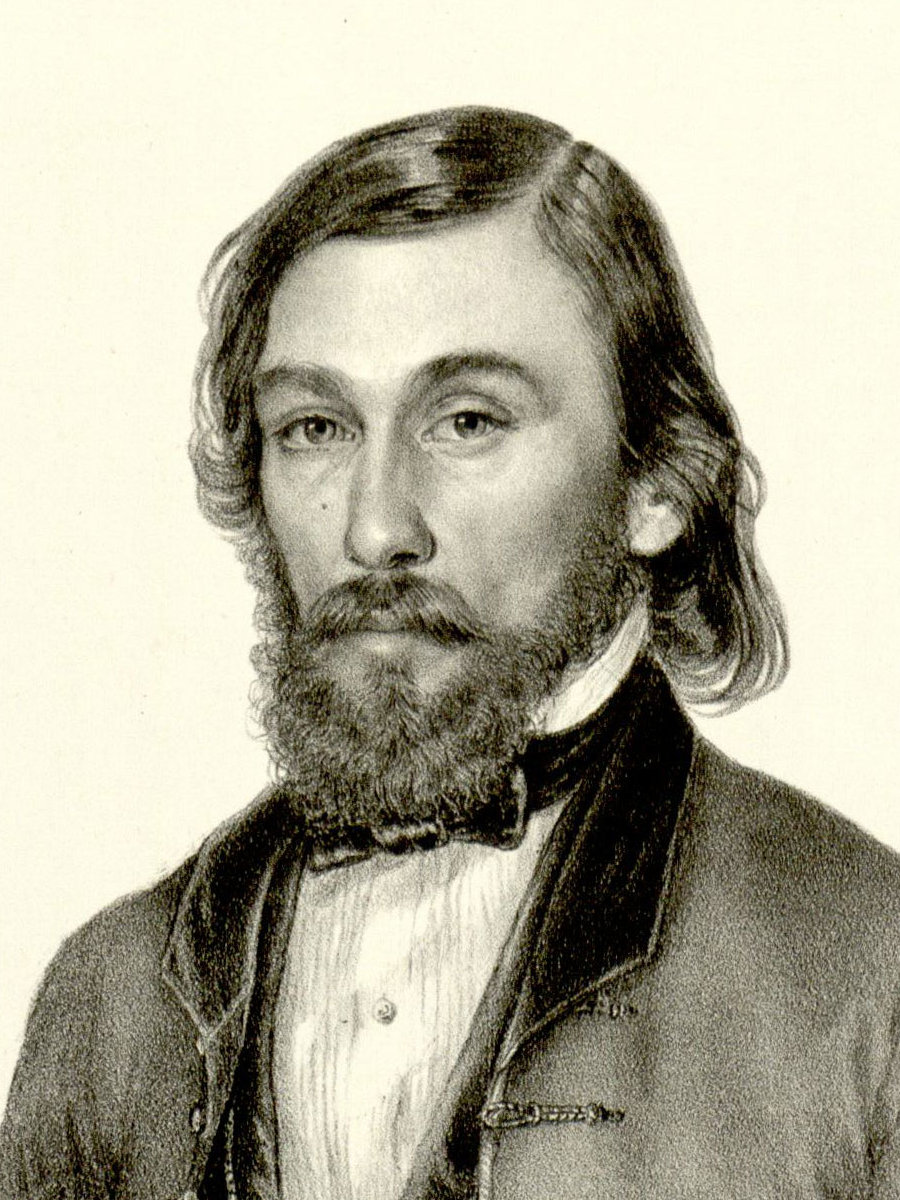
Jozef Miloslav Hurban, a liptószentmiklósi gyűlés egyik szervezője, a Szlovák Nemzeti Tanács elnöke
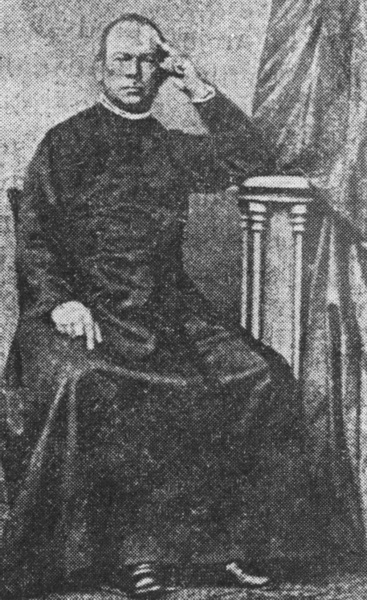
Borovnyák József szlovén politikai és szellemi vezető, irodalmár
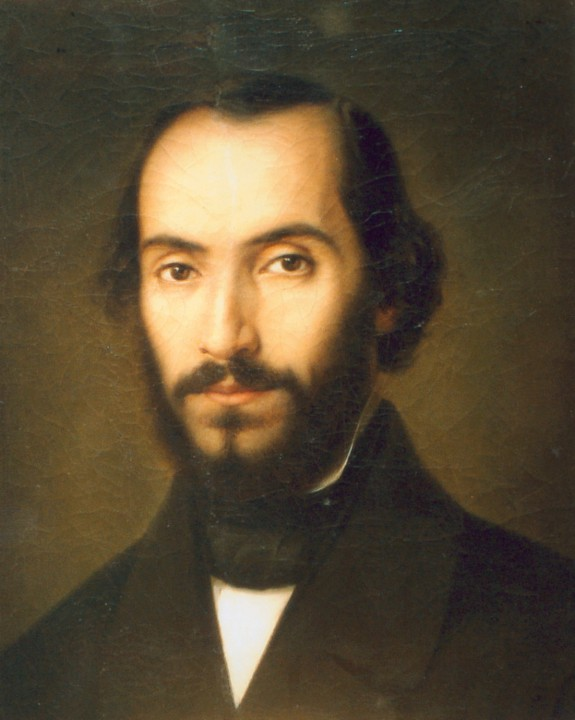
Gheorghe Tattarescu: Nicolae Bălcescu arcképe
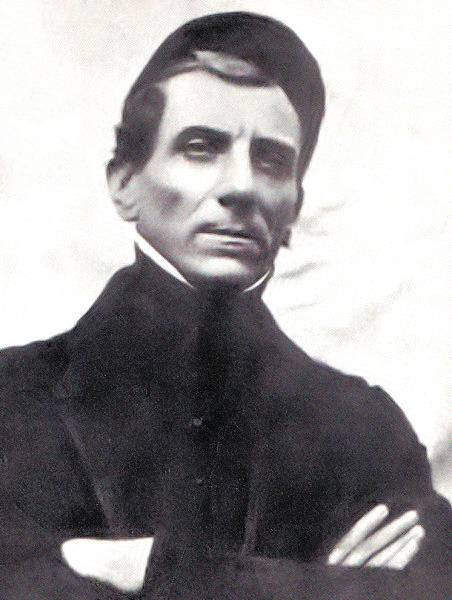
Stephan Ludwig Roth (daguerrotípia)
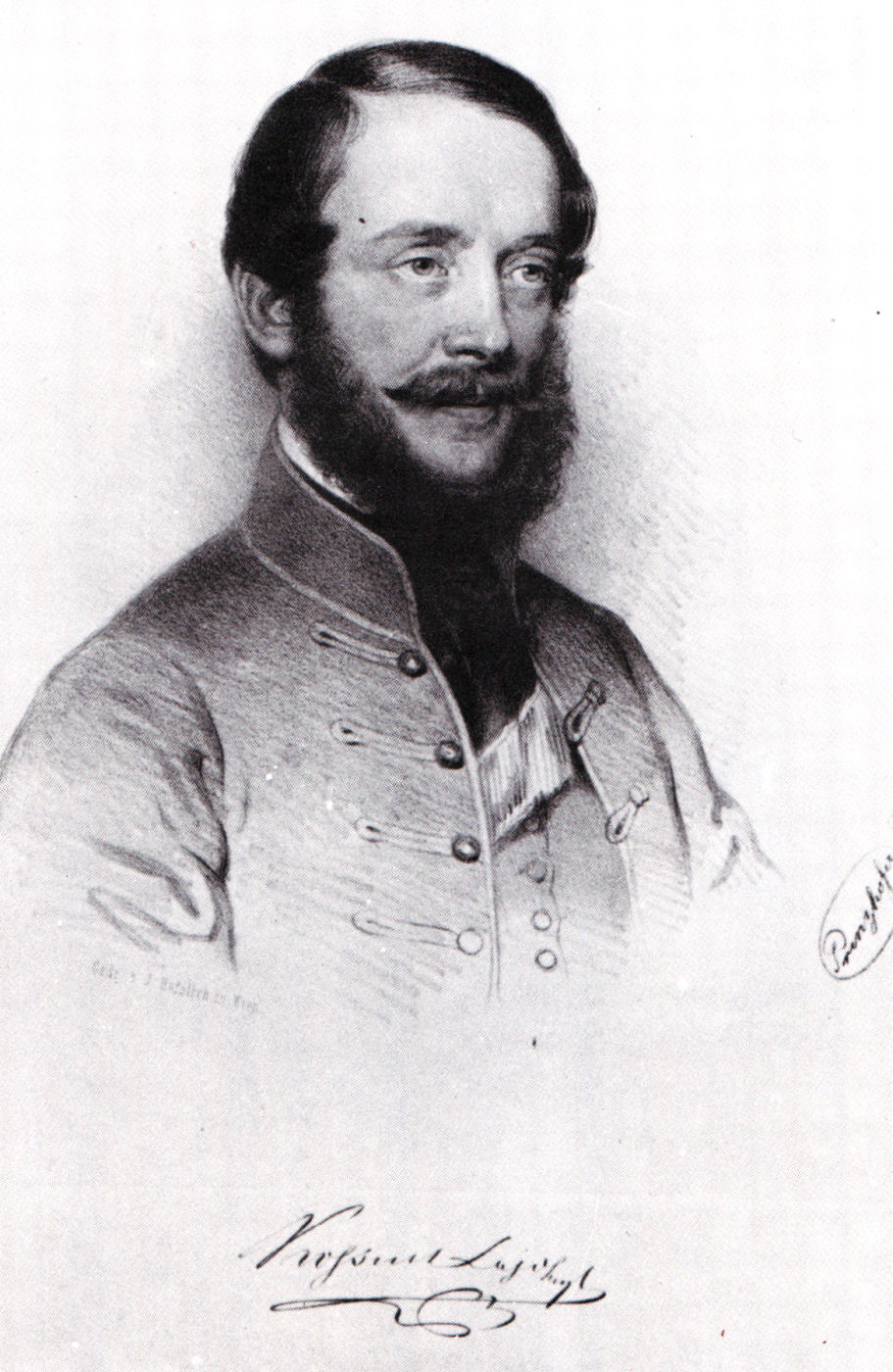
Kossuth Lajos (August Prinzhofer (1817–1885) litográfiája)
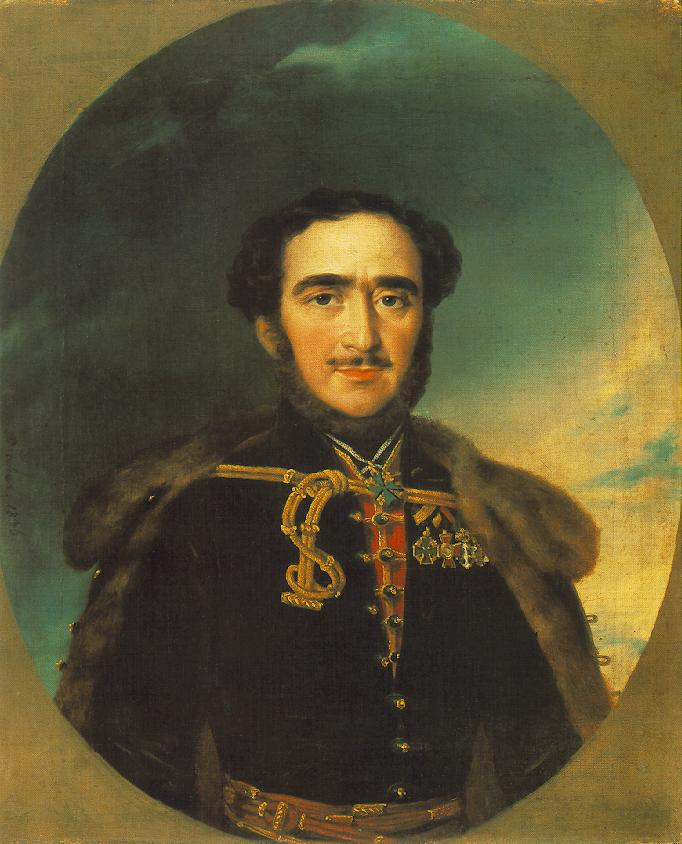
Barabás Miklós: Széchenyi István (1836)
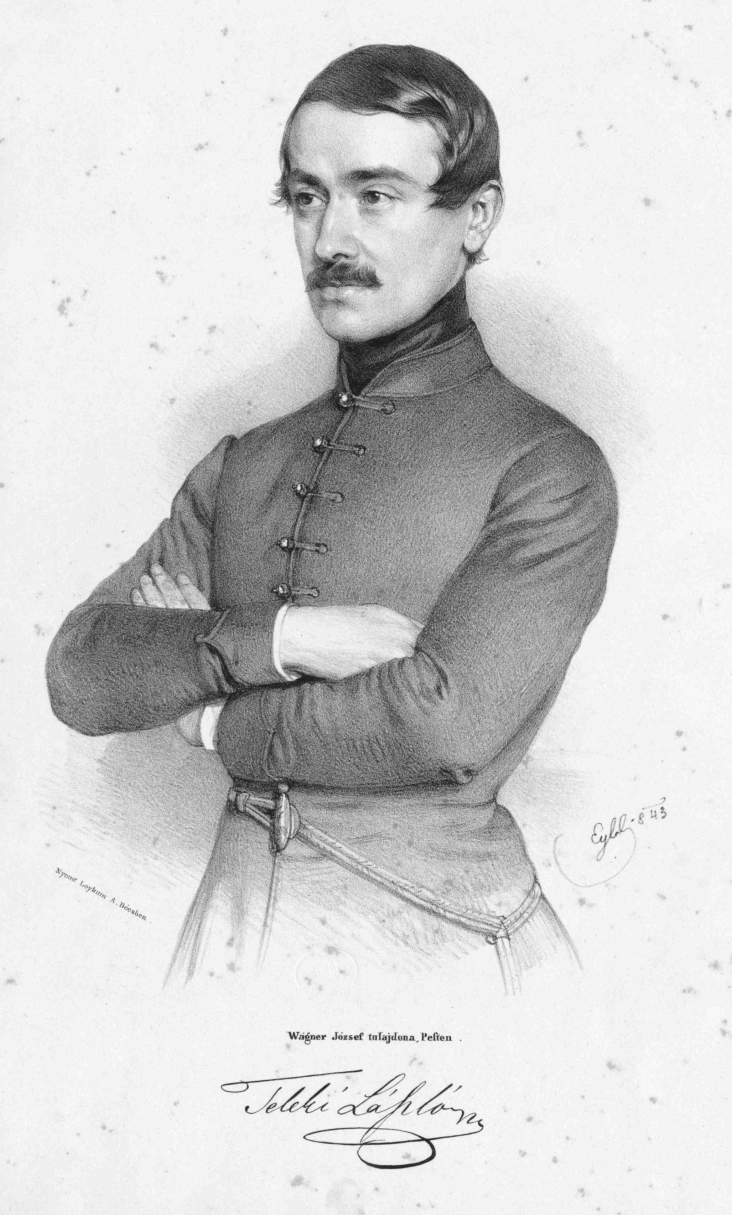
Teleki László (Franz Eybl litográfiája)

## Lásd még
- Az 1892. évi román memorandum
- A magyarországi nemzetiségek története
- Magyarosítás